# Wizyta I/Faza II
Wizyta I/Faza II – pierwszy singel zespołu Voo Voo, zawierał utwory Wizyta I i Faza II, które ukazały się także na wydanym w rok później albumie Voo Voo.

## Utwory
1. Wizyta I
2. Faza II

Muzyka i tekst: Wojciech Waglewski